# Acmonital

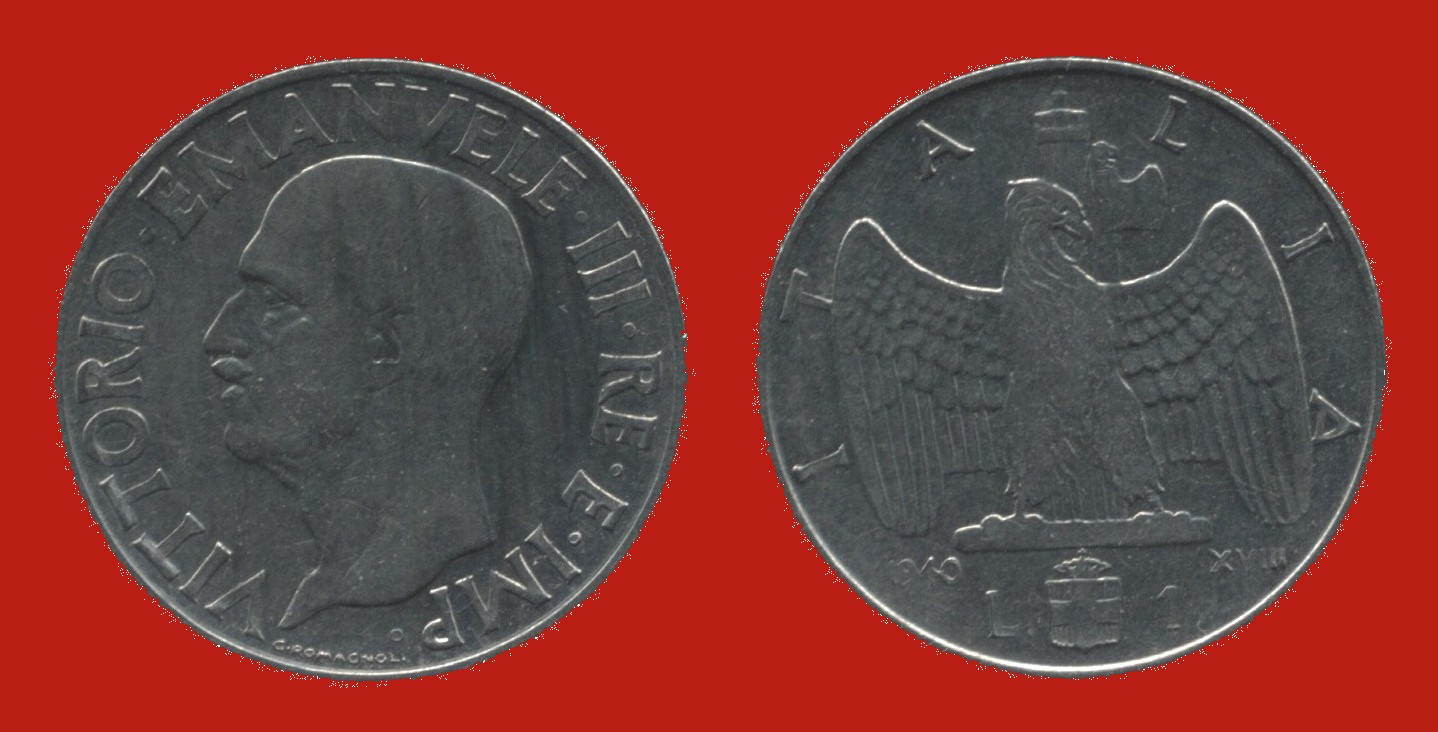
Lira de acmonital, 26,5 mm, 8 g, acuñada entre 1939 y 1943

El Acmonital es una aleación de acero inoxidable que consiste principalmente en hierro, con un 0.14% de carbono, 17.5 a 19% de cromo,  0.50% de magnesio, 1.15% de silicio, 0.03% de azufre y 0.03% en peso de fósforo. 
El acmonital se utilizó en Italia para la elaboración de la Lira (moneda) y es el acrónimo de "Acciaio Monetario italiano" (acero monetario italiano). 